# Амбър Тамблин
Амбър Роуз Тамблин (на английски: Amber Rose Tamblyn) е американска актриса. Добива популярност с ролята си на Джоун Джирарди в сериала „Джоун“. Филмите с нейно участие включват „Женско братство“, „Гняв 2“ и „127 часа“. Една от по-скорошните ѝ появи е ролята на Марта Мастърс в сериала „Д-р Хаус“.